# Hornussen
Hornussen (toponimo tedesco) è un comune svizzero di 936 abitanti del Canton Argovia, nel distretto di Laufenburg.

## Monumenti e luoghi d'interesse

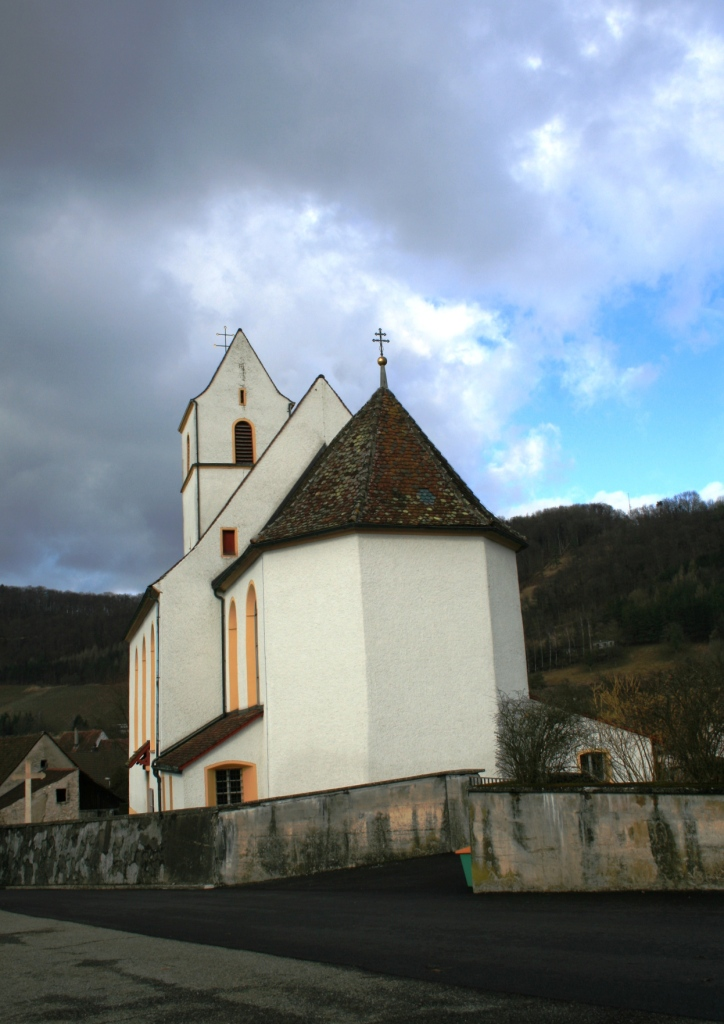
La chiesa cattolica di San Maurizio

- Chiesa cattolica di San Maurizio, ricostruita nel 1710-1712[1].

## Società

### Evoluzione demografica
L'evoluzione demografica è riportata nella seguente tabella:
Abitanti censiti

## Infrastrutture e trasporti
Hornussen è servito dall'omonima stazione sulla ferrovia Bözbergbahn.

## Amministrazione
Ogni famiglia originaria del luogo fa parte del cosiddetto comune patriziale e ha la responsabilità della manutenzione di ogni bene ricadente all'interno dei confini del comune.